# Leapmotor
La Leapmotor (in cinese :零跑; cinese semplificato:零跑汽车; cinese tradizionale:零跑汽車; pinyin: Líng păo qìchē) è una casa automobilistica cinese, fondata nel dicembre 2015 con sede a Hangzhou, attiva principalmente nella costruzione di auto elettriche.

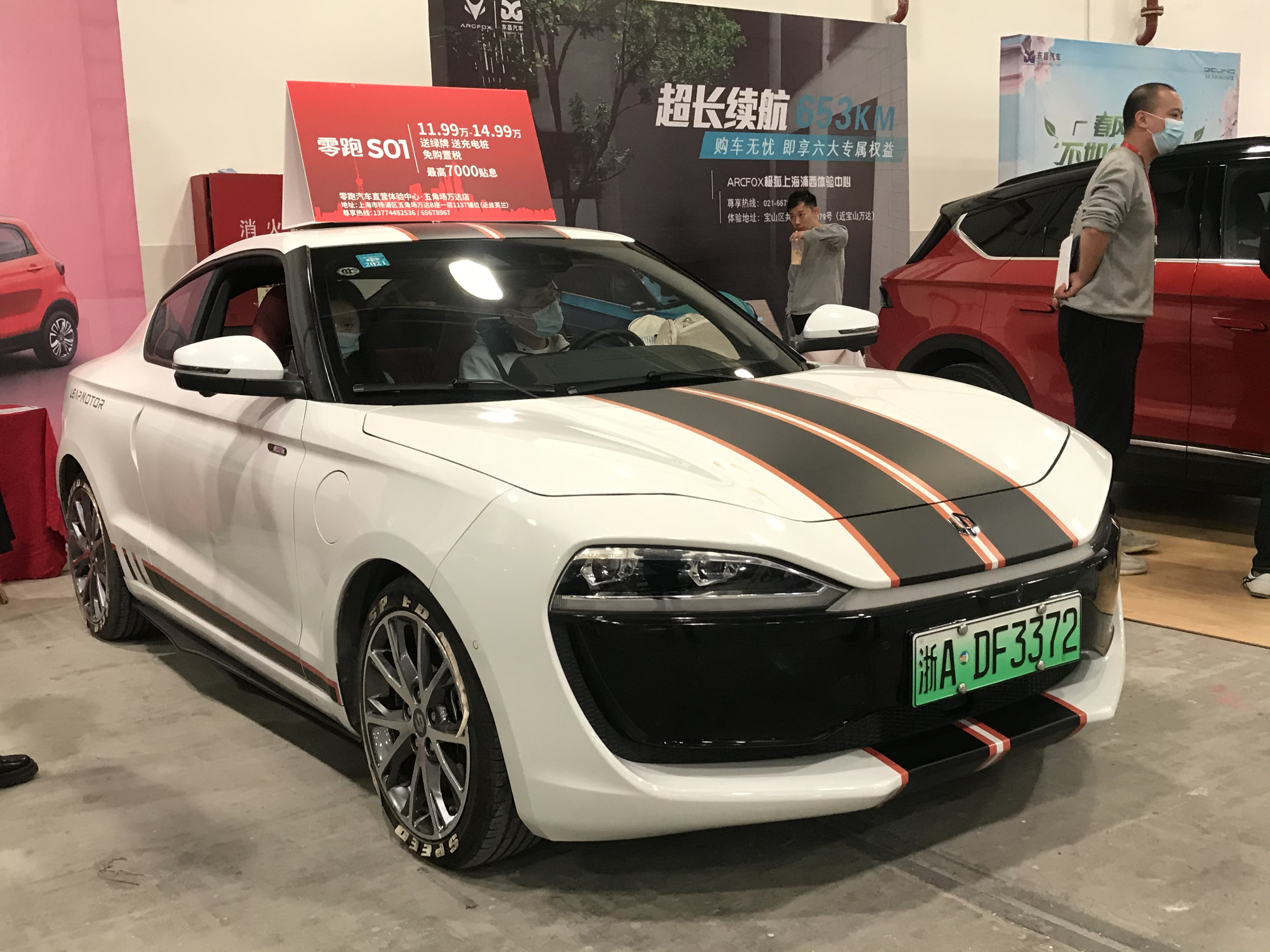
Leapmotor S01

## Storia

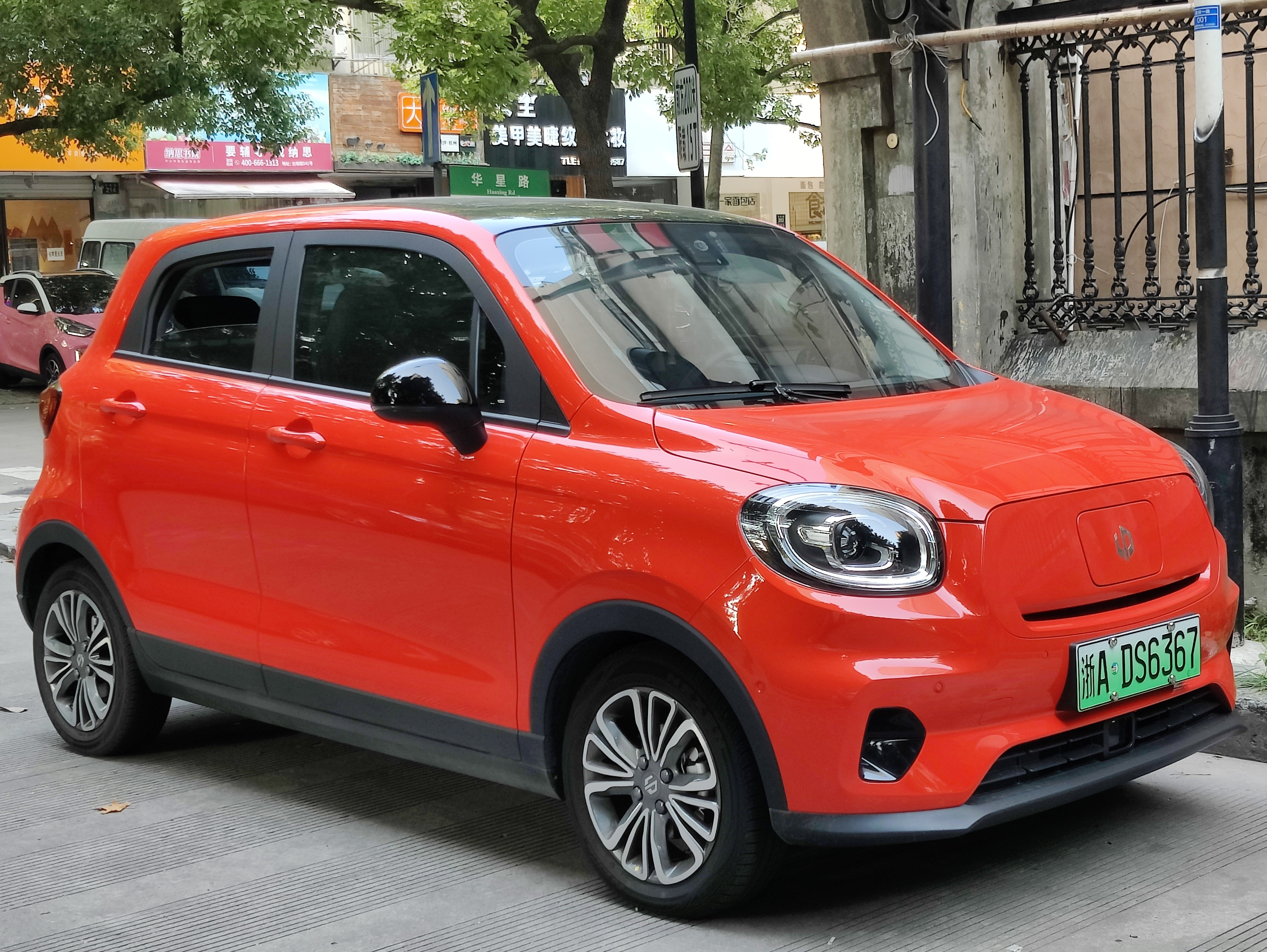
Leapmotor T03

Fondata nel dicembre 2015 a Hangzhou in Cina, il 13 giugno 2018 Leapmotor annuncia al CES Asia il suo primo chip di intelligenza artificiale, denominato "Lingxin 01". Il chip AI, sviluppato in collaborazione con Zhejiang Dahua Technology, è progettato per essere impiegato nei veicoli a guida autonoma.
Nel giugno 2019 viene lanciato sul mercato cinese il primo modello, il coupé elettrico a 2 porte Leapmotor S01, il cui prototipo è mostrato in anteprima al salone di Guangzhou all'inizio del 2018. A quel tempo, la società aveva raccolto circa 380 milioni di capitale ed aveva iniziato la costruzione della sua prima fabbrica.

### La partnership con FAW
Nel maggio 2020 FAW e Leapmotor stringono una partnership per sviluppare congiuntamente veicoli elettrici. L'accordo prevede anche la cooperazione congiunta in materia di ricerca e sviluppo e produzione. L'11 maggio 2020 Leapmotor lancia il secondo veicolo elettrico, la city car Leapmotor T03.
A novembre 2020, debutta il terzo veicolo elettrico, la crossover Leapmotor C11, basata sulla concept car C-More del 2019.
A fine settembre 2020, Leapmotor viene quotata alla borsa di Hong Kong.
Ad agosto 2023 la casa presenta una nuova piattaforma modulare, dedicata alla produzione di veicoli elettrici.

### L'acquisizione Stellantis
Nell'ottobre 2023 Stellantis acquista il 20% di Leapmotor, investendo circa 1,5 miliardi di euro e stringendo con l'azienda cinese anche un accordo di partnership per la progettazione e lo sviluppo nonché per la costruzione di veicoli elettrici.
Sempre nell'ottobre 2023 crea la joint venture "Leapmotor International" con Stellantis, nella quale quest'ultima detiene il 51% e la Leapmotor il 49%. Leapmotor International detiene l'esclusiva dell'export e del mercato al di fuori della Cina.

## Modelli
- Leapmotor S01 (2019-2021)
- Leapmotor T03 (2020-)
- Leapmotor C11 (2021-)
- Leapmotor C01 (2022-)
- Leapmotor C10 (2023-)
- Leapmotor C16 (2024-)
- Leapmotor B10 (2024-)